# Marcelina Darowska

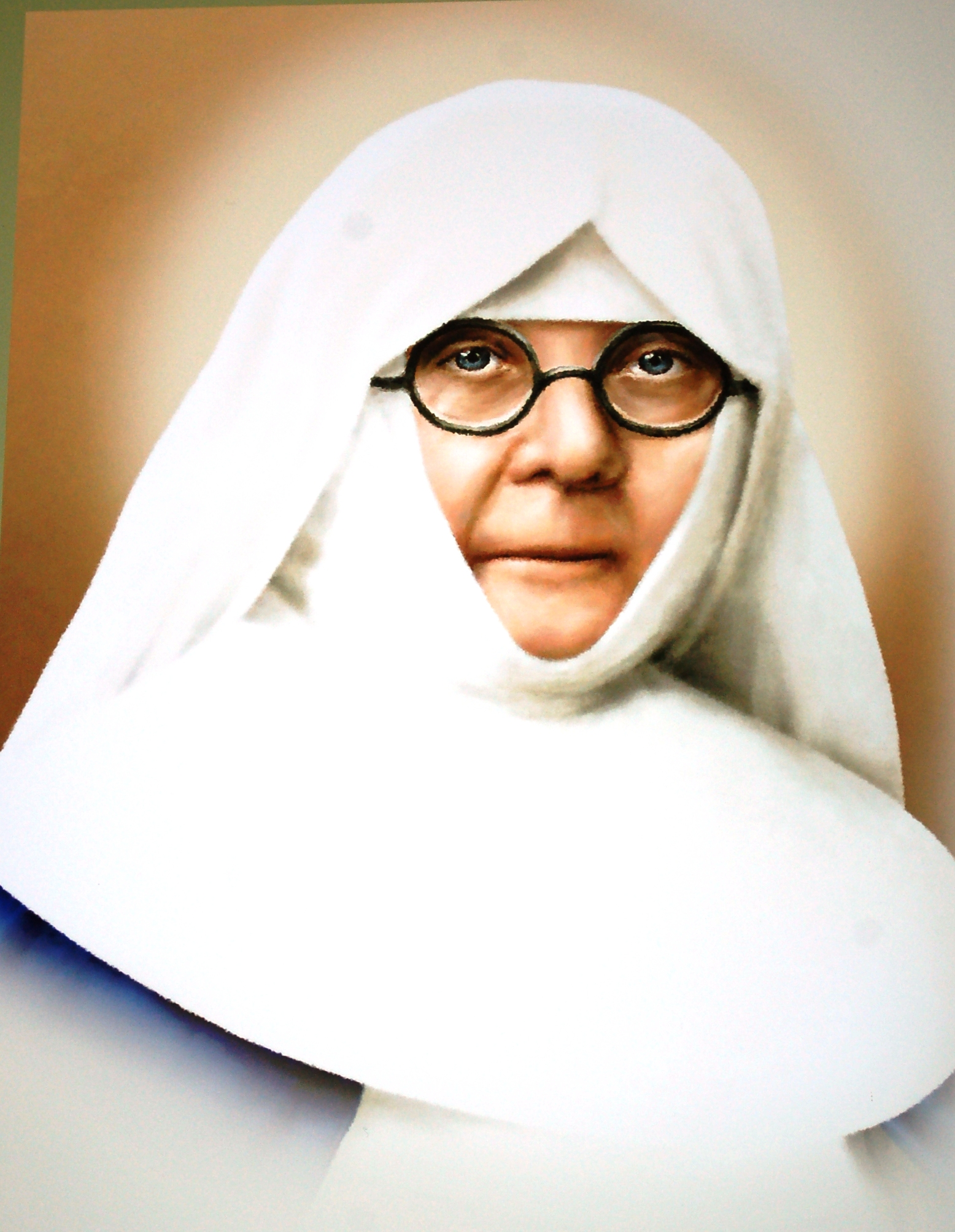
Marcelina Darowska in Ordenstracht

Marcelina Darowska (auch Marcellina geschrieben, * 16. Januar 1827 in Szulaki (damals russisches Gouvernement Podolien, heute Ukraine); † 5. Januar 1911 in Jazłowiec (heute Yazlovets, Ukraine)) war eine polnische Ordensschwester, die 1996 von Papst Johannes Paul II. auf dem Petersplatz in Rom seliggesprochen wurde. Sie war die Mitbegründerin der Kongregation der Schwestern von der Unbefleckten Empfängnis der allerseligsten Jungfrau Maria (kurz: Niepokalanki; Ordenskürzel: CSIC), eines katholischen Frauenordens (Kongregation päpstlichen Rechtes), der heute in Polen, Belarus und der Ukraine tätig ist.

## Kindheit und Ehe
Marcelina Kotowicz wurde in Szulaki in Podolien, das mit der Zweiten Polnischen Teilung 1793 an das russische Reich gefallen war, als Tochter des wohlhabenden Gutsbesitzerehepaars Jan und Maksymilia Kotowicz geboren. Bereits als Kind soll sie sehr religiös gewesen sein. Im Alter von zwölf Jahren wurde sie für drei Jahre an eine Schule nach Odessa geschickt. Später arbeitete sie in der väterlichen Gutsverwaltung. Da ihr Vater die Frömmigkeit seiner Tochter nicht teilte, soll er ihr gemäß Legende vor seinem Tod das Versprechen abgenommen haben, zu heiraten und eine Familie zu gründen. Am 2. Oktober 1849 wurde sie nach längerer und schwerer Krankheit mit Karol Darowski, einem Gutsbesitzer aus dem damaligen Gouvernement Podolien, verheiratet. Darowski starb jedoch bereits 1852 an Typhus und Marcelina blieb als 25-jährige Witwe mit den Kindern Josef und Karolina zurück. Als einige Monate später auch ihr Sohn starb, soll Marcelina Darowska sich mit dem Schwur, nicht länger einem anderen Menschen zu gehören, der Gottesmutter Maria versprochen haben.
Aus gesundheitlichen Gründen unternahm sie eine Reise, die sie zunächst nach Berlin, später nach Paris und schließlich am 11. April 1853 nach Rom führte.

## Leben als Ordensfrau
In Rom traf sie den Priester Hieronym Kajsiewicz, einen Resurrektionisten, der ihr Seelenführer und geistlicher Direktor wurde. Am 12. Mai 1854 legte Darowska vor ihm private Gelübde ab. Kasjewicz vermittelte auch die Bekanntschaft mit der Warschauer Intellektuellen Józefa Karska, einer ehemaligen Anhängerin des polnischen Reformers und messianischen Sektengründers Andrzej Towiański (1799–1878), die eine enge Freundin wurde. Gemeinsam entwickelten die beiden Frauen das Projekt zur Gründung einer Kongregation, die sich der Ausbildung und Unterstützung polnischer Frauen widmen sollte. Die Ordensgemeinschaft, Kongregation der Schwestern von der Unbefleckten Empfängnis der allerseligsten Jungfrau Maria genannt, wurde 1857 in Rom gegründet und bestand zunächst nur aus vier Mitgliedern. Nachdem Karska 1860 an Typhus verstorben war, übernahm Darowska die Leitung der Gemeinschaft. 1863 siedelte sie in ihre polnischen Heimat, nach Jazłowiec in der Diözese Lemberg über, und eröffnete dort in der ihr überlassenen Schlossruine den Klosterkonvent und eine erste Mittelschule für Mädchen. Die Gemeinschaft erhielt 1863 das Decretum laudis des Papstes und 1874 die endgültige Approbation. 1889 wurden die Konstitutionen genehmigt. Die in Jazłowiec errichtete Statue der Unbefleckten Empfängnis der Muttergottes in der Klosterkapelle wurde 1883 von Erzbischof Sigismund Felix Feliński gesegnet und 1939 durch den polnischen Primas August Hlond gekrönt.
Im Laufe ihres 50-jährigen Wirkens als Ordensleiterin konnte Darowska neben der Gründung weiterer Klöster den Tätigkeitsbereich auf Kindergärten und Grundschulen in ländlichen Gegenden erweitern. Marcelina Darowska, die im Alter an schweren Kreislaufproblemen und Kopfschmerzen litt, starb am 5. Januar 1911. Zu dem Zeitpunkt besaß die von ihr gegründete Gemeinschaft sieben Niederlassungen und bestand aus 350 Schwestern.

## Ansatz und Bedeutung
Die Idee zur Ausbildung von Mädchen und jungen Frauen basierte auf der Überlegung Darowskas, dass die Frau und Mutter die treibende Kraft zur Entstehung und Erhalt der Familie und damit einer funktionierenden Gesellschaft sei. Das Leben der Ordensschwestern sowie auch der Schülerinnen sollte deshalb von den göttlichen Geboten zur Wahrheitsliebe, Vertrauen und Selbstlosigkeit bestimmt werden. Die in den Ordenseinrichtungen ausgebildeten Jugendlichen (heute beiderlei Geschlechts) sollten und sollen zu frommen, mitmenschlichen und pflichtbewussten Mitgliedern der Gesellschaft erzogen werden.

„Sie wollte alles tun, um Wahrheit, Liebe und Gottesfürchtigkeit im menschlichen Leben triumphieren zu lassen und so das Angesicht der von ihr geliebten Nation [Polen] zu verändern. Zusammen mit ihren Ordensschwestern arbeitete sie unermüdlich an der Realisierung des Zieles zur Schaffung des Königreichs Jesus' auf Erden; mit einem Schwerpunkt bei der christlichen Ausbildung der jungen Generationen, vor allem von Mädchen. Sie formulierte die herausragende Rolle der christlichen Frauen als Ehefrau, Mutter und Bürgerin eines Landes ...“